# Trosečník (film, 2000)
Trosečník je americký dobrodružný film, který získal dvě ocenění a na několik dalších byl nominován. Hlavní postavou je Chuck Noland, kterého ve filmu hraje Tom Hanks. Děj filmu se odehrává na jednom ostrově poblíž Cookových ostrovů.

## Děj filmu
Chuck Noland, systémový analytik společnosti FedEx, vede hektický život, který je zcela ovládán jeho prací. Neustále cestuje po světě, aby řešil problémy produktivity v jednotlivých pobočkách. V roce 1995 žije v Memphisu se svou přítelkyní Kelly Frears, která je studentkou. Přestože se plánují vzít, Chuckova pracovní vytíženost vztah značně narušuje. Během štědrovečerní večeře je Chuck náhle povolán na služební cestu do Malajsie. Před odletem Kelly daruje Chuckovi kapesní hodinky se svou fotografií, zatímco Chuck jí dá malou krabičku, kterou má otevřít na Silvestra, což naznačuje, že jde o zásnubní prsten.
Během letu přes Tichý oceán se letadlo FedEx dostane do silné bouře, havaruje a zřítí se do moře. Chuck přežije jako jediný cestující díky nafukovacímu záchrannému člunu a omdlelý se dostane na břeh neobydleného ostrova. Po probuzení začne prozkoumávat okolí a uvědomí si svou situaci. Na pláži najde několik balíků FedEx z havarovaného letadla a také tělo jednoho z pilotů, které pohřbí. Zpočátku se snaží opustit ostrov pomocí provizorního člunu, ale proudy a korálové útesy ho donutí vrátit se zpět. Snaží se přežít sběrem potravy, hledáním pitné vody a budováním přístřešku.
Chuck otevírá balíky a objevuje v nich užitečné věci, jako jsou brusle, šaty a volejbalový míč značky Wilson. Jeden balík však nechá neotevřený; na jeho povrchu jsou namalovaná růžová andělská křídla. Při pokusu o rozdělaní ohně si Chuck hluboce poraní ruku a ve vzteku a zoufalství hází předměty kolem sebe. Později si všimne krvavého otisku své ruky na volejbalovém míči a domaluje na něj obličej. Míč pojmenuje "Wilson" a začne s ním komunikovat, aby zmírnil svou osamělost. Během času na ostrově si improvizovaně vytrhne bolavý zub za pomoci brusle.
Uplynou čtyři roky. Chuck, nyní zarostlý a vyhublý, si osvojil schopnosti přežití na ostrově. Jednoho dne moře vyplaví část mobilní toalety, kterou Chuck použije jako plachtu při stavbě voru. Po dlouhé přípravě a zmapování počasí se rozhodne opustit ostrov. S Wilsonem a neotevřeným balíkem vyplouvá na širé moře. Bouře jeho vor téměř zničí a další den Wilson spadne do vody a odplave. Chuck se zoufale pokouší míč zachránit, ale nakonec ho ztratí. Pokořený a smutný se nechává unášet proudy, dokud ho nezachrání proplouvající nákladní loď.
Po návratu do civilizace se Chuck dozvídá, že byl úředně prohlášen za mrtvého. Kelly se mezitím vdala za zubaře a má dceru. Přestože se znovu setkají a vyznají si lásku, uvědomí si, že jejich vztah už není možný. Chuck jí vrací hodinky a přijímá realitu jejich rozchodu.
Chuck se poté vydává do Texasu, aby doručil balík s andělskými křídly původnímu adresátovi. Když nikoho nenajde doma, nechá balík s poznámkou, že mu zachránil život, přede dveřmi. Na zpáteční cestě se ocitne na opuštěné křižovatce, kde potká ženu v nákladním voze, která mu poskytne informace o směrech. Když žena odjíždí, Chuck si všimne, že na jejím autě je stejný symbol jako na balíku. Nakonec se usměje a zamíří směrem, kterým žena odjela, což naznačuje jeho nový začátek.

## FedEx a film
Společnost FedEx je v tomto filmu velmi často vyobrazována. FedEx sice za reklamu přímo neplatila, ale výrazně dotovala natáčení filmu. FedEx spoustu věcí domluvila se štábem, například i to, že všechny rekvizity spojené s ní musejí vypadat jako v reálu. Přivítání Chucka Holanda bylo natáčeno v ředitelství FedExu a ředitele FedExu si zahrál ve filmu jeho skutečný ředitel Fred Smith.